# Sirajganj (district)
Pour la ville, voir Sirajganj.
Sirajganj est un district du Bangladesh. Il est situé dans la division de Rajshahi. La ville principale est Sirajganj.

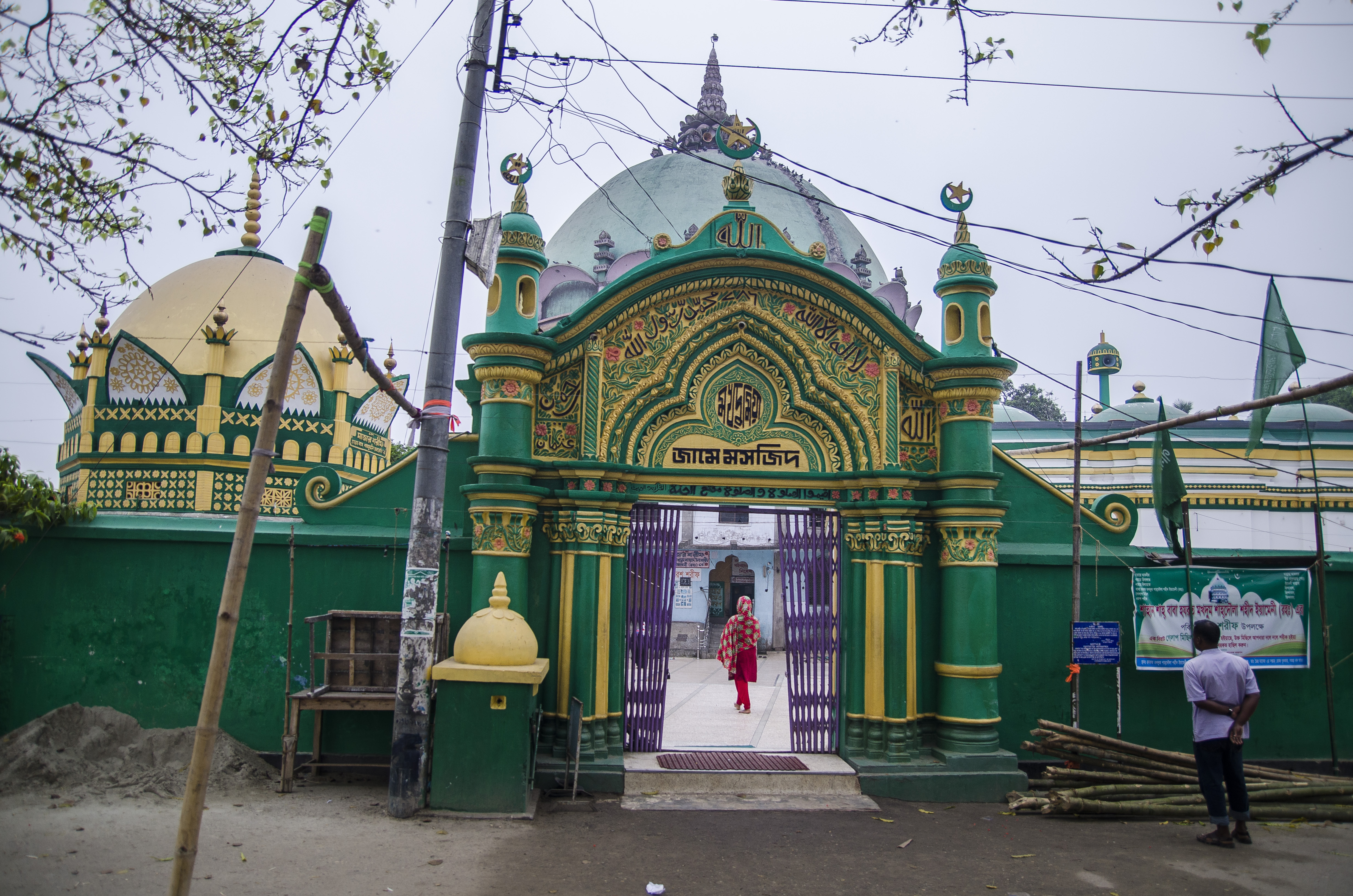
Mosquée Shahzadpur Dargah